# 서울상일초등학교
서울상일초등학교는 대한민국 서울특별시 강동구 상일동에 있는 공립 초등학교이다.

## 학교 연혁
- 1921년 10월 2일 광주군 상일공립보통학교(4년제) 개교설립인가 9월 30일
- 1937년 4월 30일 6년제 개편 인가
- 1938년 4월 1일 구천공립심상소학교로 개칭[1]
- 1941년 4월 1일 구천공립국민학교로 개칭[2]
- 1950년 4월 1일 구천국민학교로 개칭
- 1963년 1월 1일 서울특별시로 편입[3](서울구천국민학교)
- 1984년 5월 15일 서울상일국민학교로 교명 변경
- 1996년 3월 1일 서울상일초등학교로 개칭[4]
- 2008년 9월 29일 중앙현관 개선 및 회의실 개관식
- 2009년 2월 28일 소강당 설치
- 2009년 3월 9일 영어전용교실 2실 설치
- 2009년 6월 17일 교내 공원화 사업
- 2010년 5월 20일 보건실 현대화 사업
- 2010년 8월 20일 학교시설 환경개선[5]
- 2011년 2월 25일 도서실, 음악실, 미술실, 맞춤교육실 환경개선
- 2011년 8월 26일 화장실, 온수기, 손건조기 설치
- 2012년 8월 29일 학예 발표회 및 쉼터 개관
- 2013년 6월 7일 음악실 방음 시설
- 2015년 4월 30일 건강스포츠센터 개관
- 2017년 9월 1일 제32대 권용철 교장 취임
- 2018년 3월 1일 야구부 창단
- 2018년 10월 26일 에코스쿨 조성
- 2020년 2월 12일 제95회 졸업식 42명(누계 18,244명)
- 2020년 3월 1일 15학급 편성(특수학급 1학급)
- 2021년 10월 2일 개교 100주년

## 학교 상징
- 교화(校花) - 목련 : 이른 봄 제일 먼저 피어나는 꽃으로 희망을 상징함.
- 교목(校木) - 향나무 : 끈기있는 생명력과 사철 향기로운 나무로 푸른 꿈을 상징함.

## 참고 자료
- 서울상일초등학교 - 한국교육학술정보원 학교알리미